# Molino Harinero San Francisco

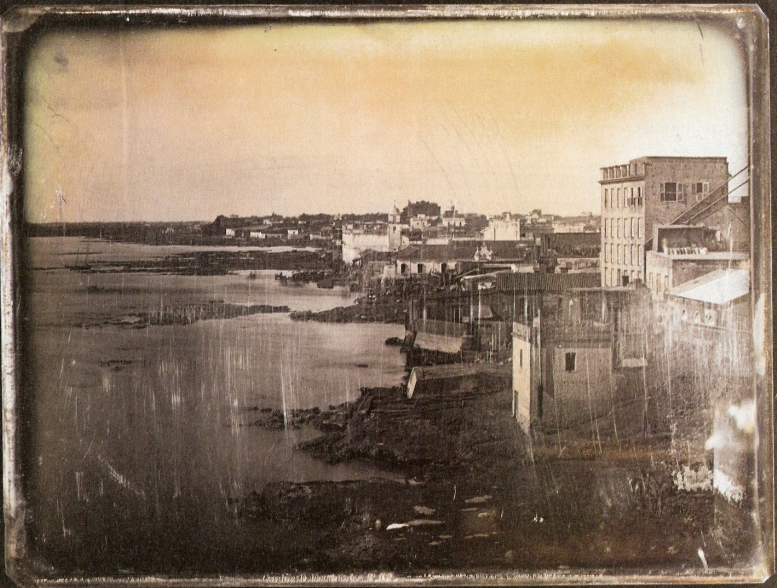
El edificio del Molino en 1852 (hacia la derecha).

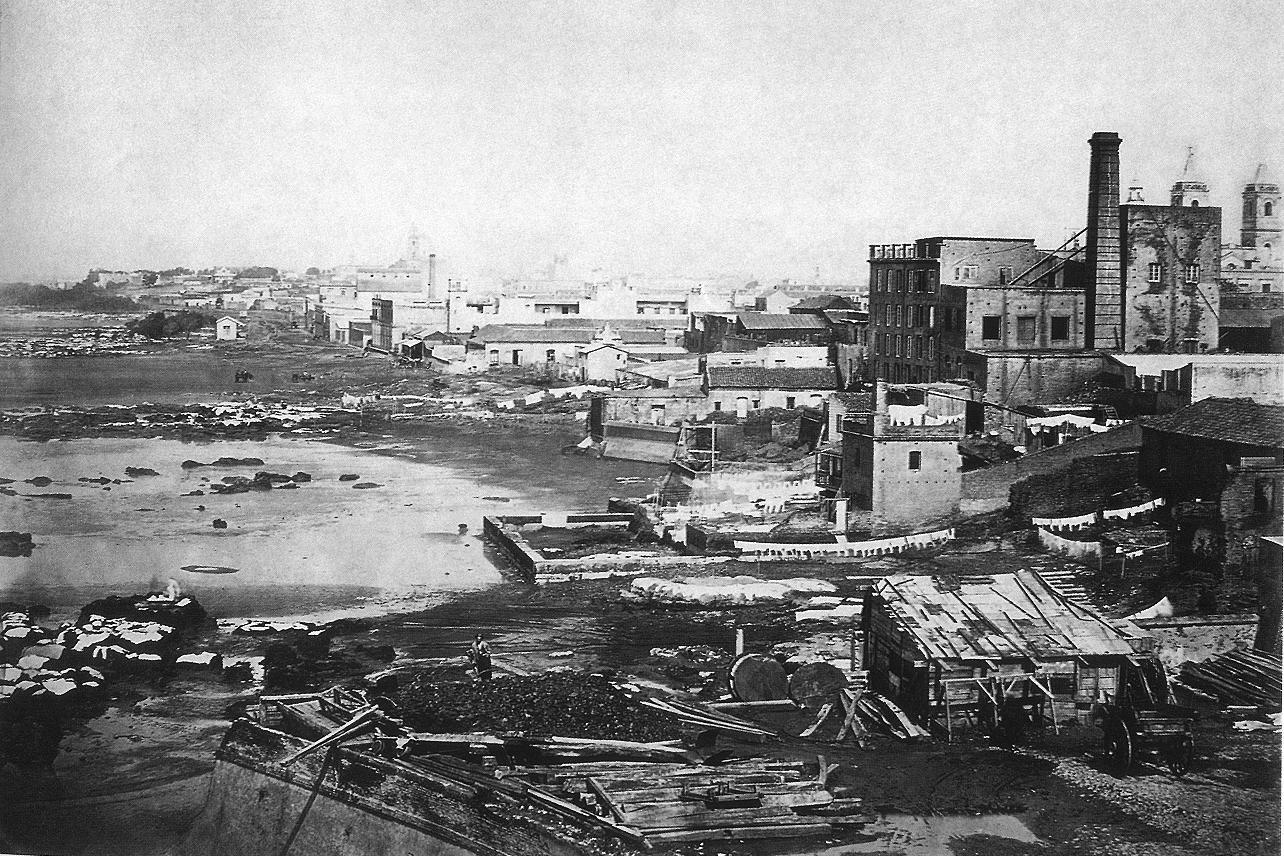
El molino hacia 1867.

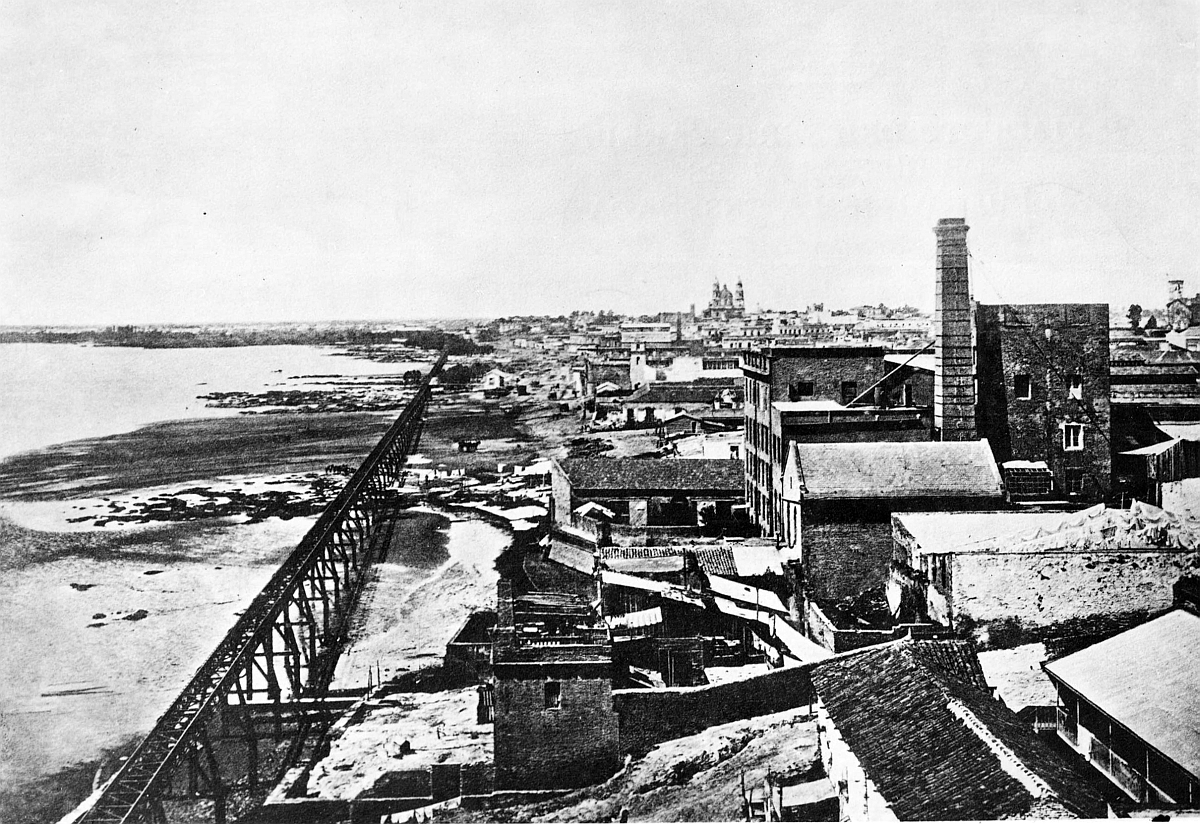
A la derecha, la chimenea del molino (ca.1880).

El San Francisco era un molino harinero que se encontraba en la ciudad de Buenos Aires, Argentina. Fue una de las construcciones más altas de la ciudad a mediados del siglo XIX.
El molino harinero San Francisco fue inaugurado el 5 de enero de 1846 por los señores Blumstein y Laroche en la calle Potosí (hoy Adolfo Alsina) entre Balcarce y la ribera del Río de la Plata, sobre la vereda sur. En ese momento, el río llegaba hasta la altura de la actual Avenida Paseo Colón, por lo que el molino se hallaba sobre la barranca próxima a sus aguas.
Su construcción resultó un hito en la evolución técnica de la Argentina por utilizar la tecnología del vapor. El vapor accionaba las maquinarias de molienda provenía de tres calderas de la compañía inglesa J&E Hall, de Dartford, Kent.
El edificio tenía cinco pisos de altura, y al momento de su apertura era la construcción de mayor envergadura. El molino harinero San Francisco fue demolido a comienzos del siglo XX. En su lugar hoy se encuentra un edificio de oficinas que perteneció a la compañía La Forestal.